# Monome (Tunis)

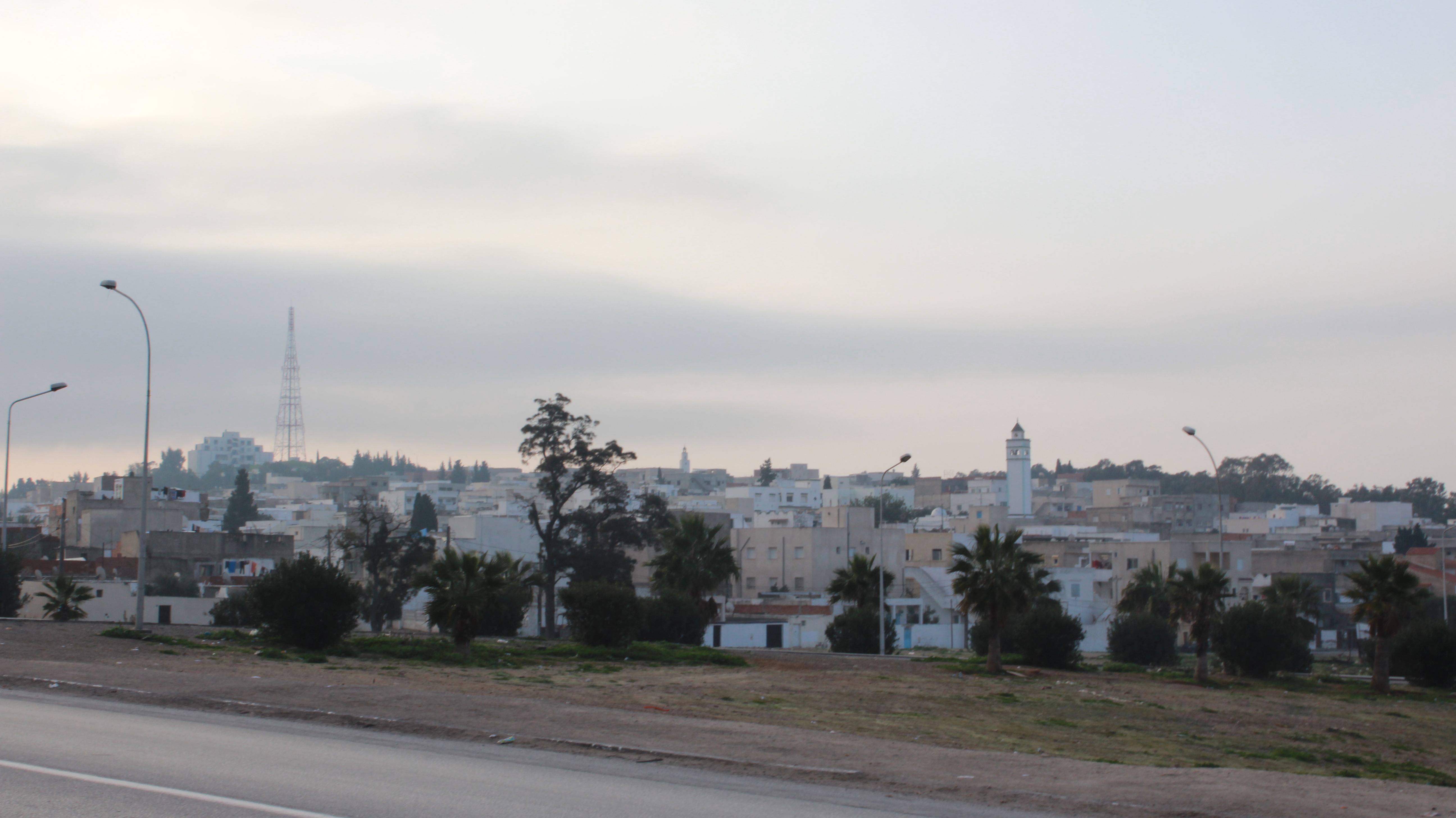
Vue globale de Monome.

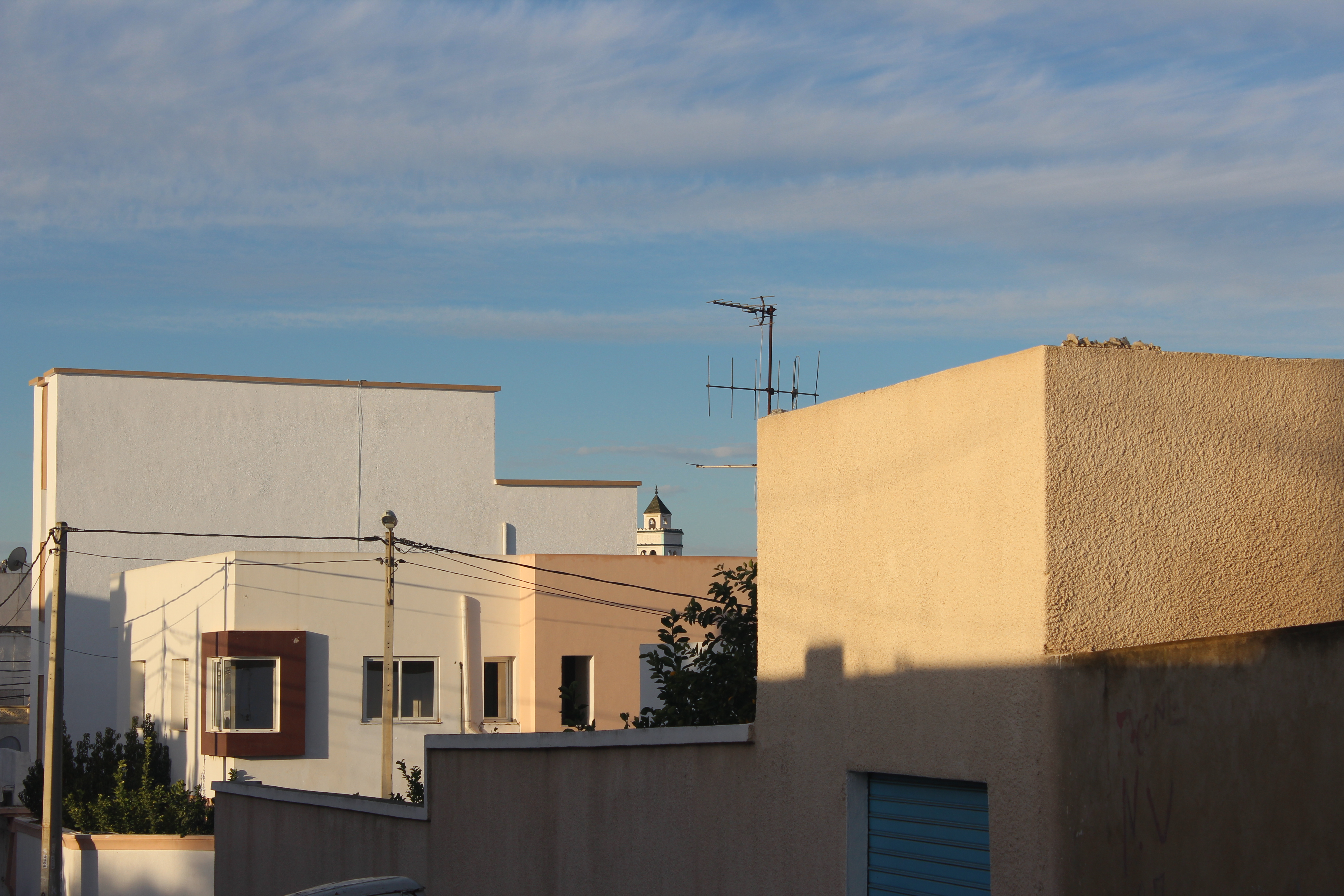
Architecture de Monome.

Monome (arabe : مونوم) ou cité Monome est un quartier situé au sud de Tunis, capitale de la Tunisie.
Appartenant à El Ouardia, l'une des délégations de la municipalité de Tunis, il est délimité par le monument des martyrs de Séjoumi au nord, la cité Mohamed-Ali au sud, La Cagna et la cité El Izdihar à l'est et la sebkha Séjoumi ainsi qu'une forêt à l'ouest.

## Édifices
On y trouve deux mosquées : celle des Martyrs (El Chohada) et celle d'Et-Toumi.

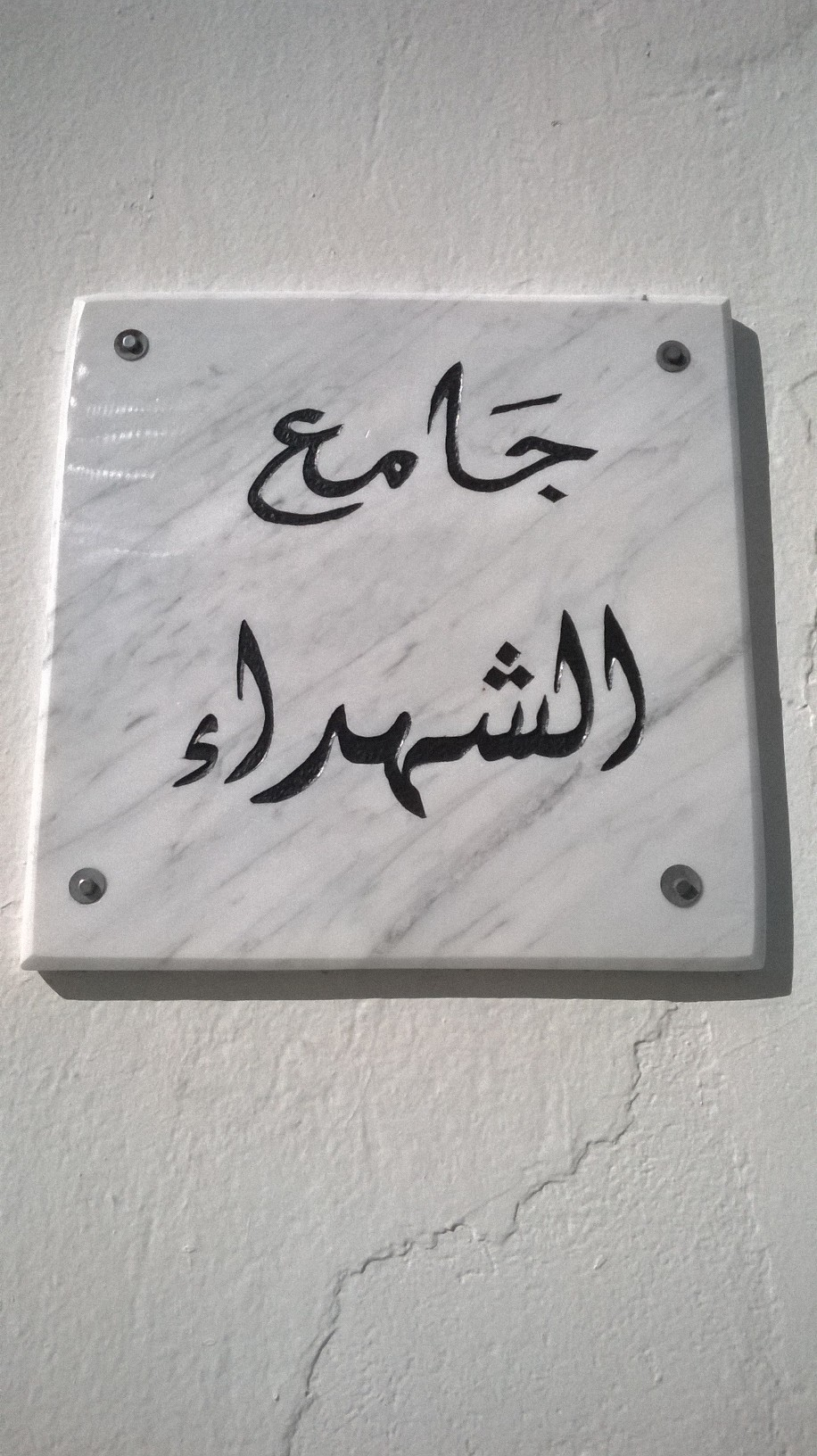
Plaque en marbre indiquant la mosquée des Martyrs.
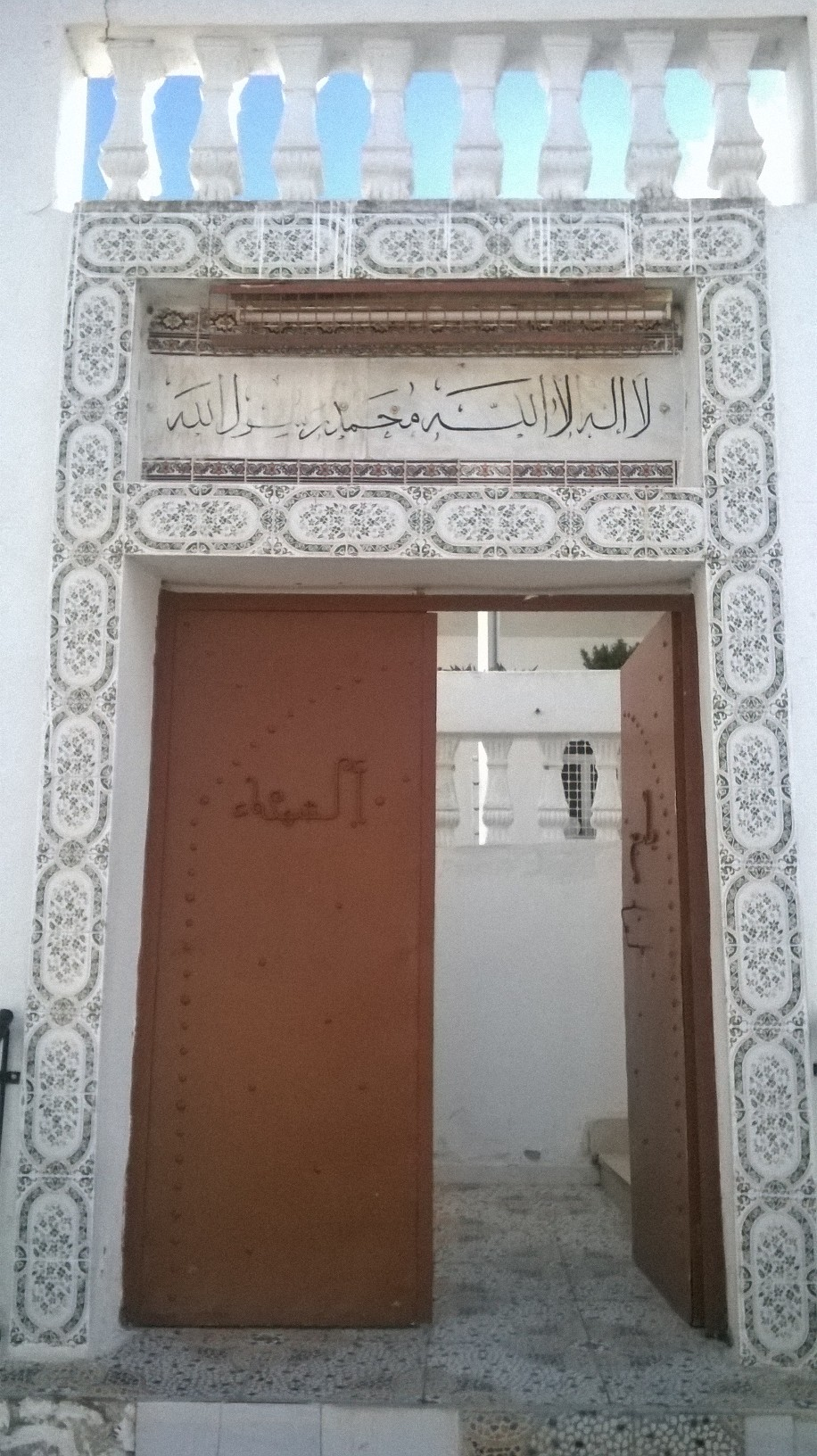
Porte septentrionale de la mosquée.
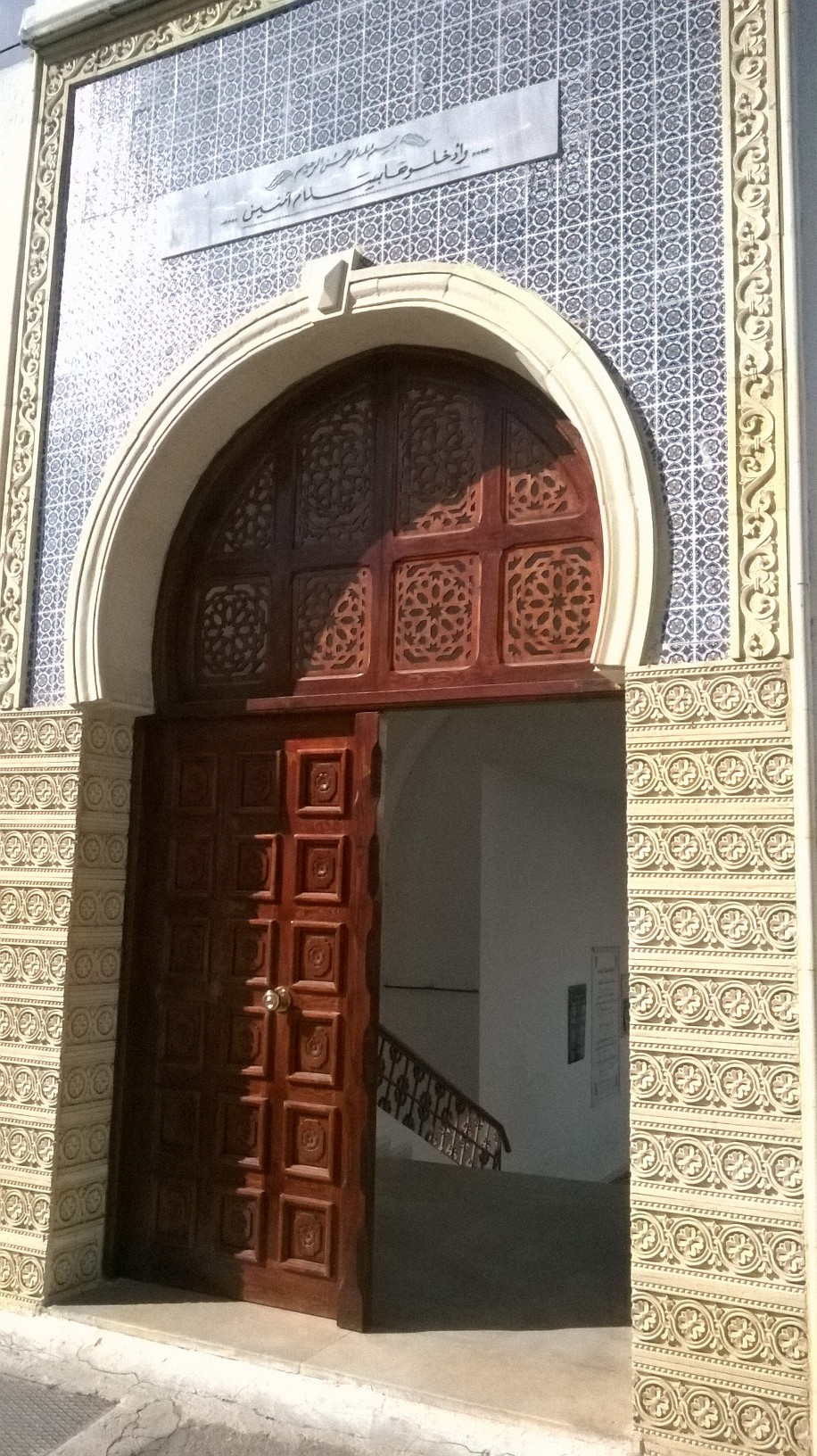
Porte méridionale de la mosquée.
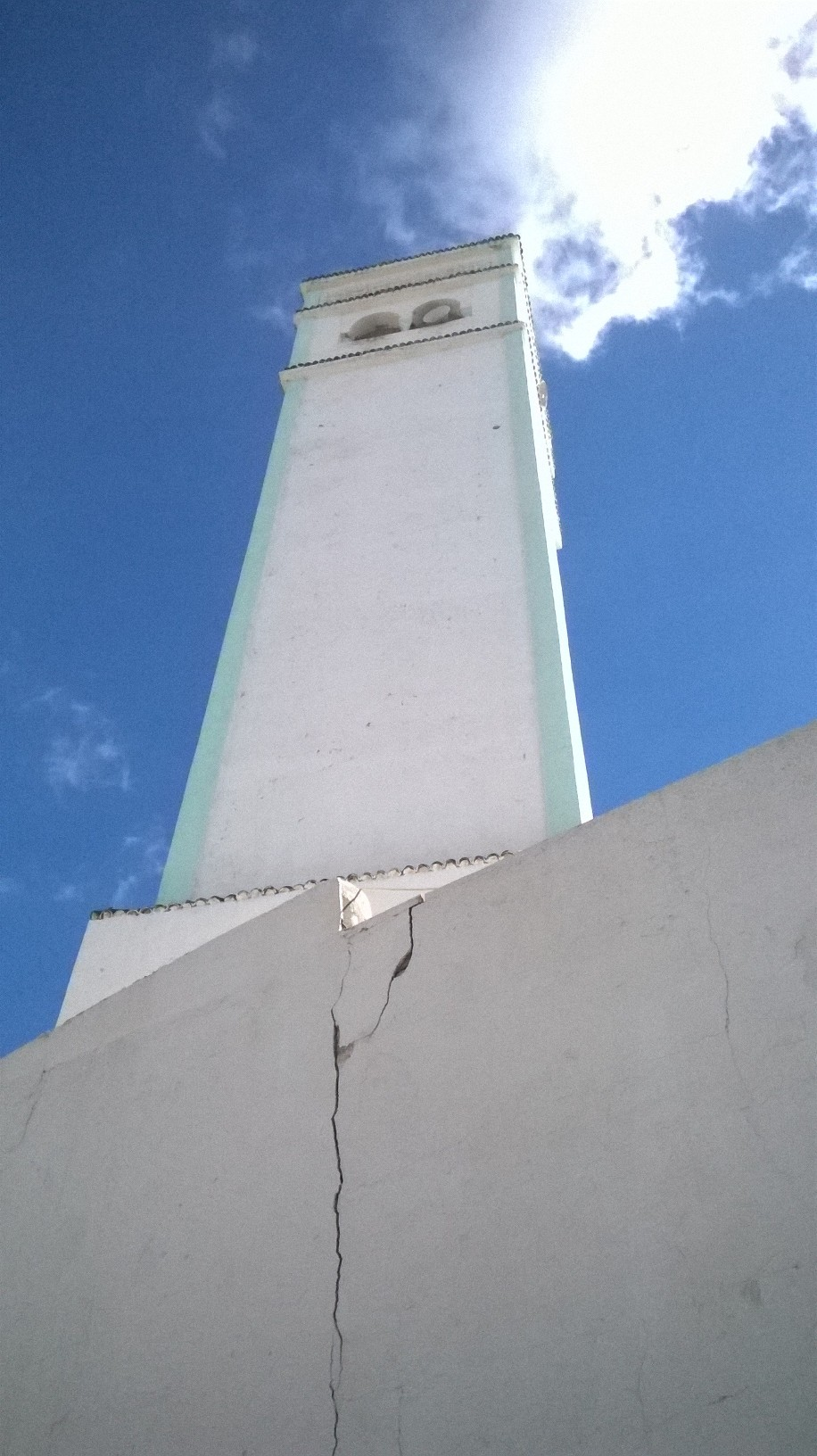
Minaret de la mosquée.

Une caserne de la garde nationale se situe également dans le périmètre.

## Transport
Les lignes de métro 1 et 6 passent par Monome à travers la station 13-Août.

## Incident
Le 4 août 2013, la Brigade antiterrorisme arrête cinq individus dans une maison à Monome après des échanges de coups de feu.